# Oskar Ketelhut
Oskar Ketelhut (* 23. Juni 1963 in Mannheim) ist ein deutscher Schauspieler und Hörspielsprecher.

## Leben und Werk
Nach Schulbesuch und Studium absolvierte Oskar Ketelhut seine schauspielerische Ausbildung von 1987 bis 1991 am Bühnenstudio Hamburg. Danach arbeitete er als freier Schauspieler und gastierte am Ernst-Deutsch-Theater, den Hamburger Kammerspielen, der Hamburgischen Staatsoper und dem Ohnsorg-Theater, dem er seit 1997 als Ensemblemitglied angehört. Hier spielte er u. a. die Titelrolle in Unkel Wanja nach Anton Tschechow in der Inszenierung von Michael Bogdanov, den Killer in De Nervbüdel, der plattdeutschen Bühnenadaption des Films Die Filzlaus, und den Großwildjäger Bernhardy in Pension Schöller. Für seine Darstellung des Fritz in dem Stück Slagsiet wurde Ketelhut 2011 mit dem Rolf-Mares-Preis ausgezeichnet.
Seit 1995 übernimmt Ketelhut daneben sporadisch Aufgaben vor der Kamera, sein Debüt gab er hierbei in einer Folge der Serie Heimatgeschichten. Auch in hochdeutschen Fernsehaufzeichnungen aus dem Ohnsorg-Theater war er gelegentlich auf dem Bildschirm zu sehen.
Darüber hinaus arbeitet Oskar Ketelhut umfangreich als Sprecher in hoch- und niederdeutschen Hörspielen des Norddeutschen Rundfunks und Radio Bremens.
Oskar Ketelhut ist mit der Schauspielkollegin Meike Meiners, ebenfalls Ensemblemitglied am Ohnsorg-Theater, verheiratet. Das Paar lebt in Hamburg.

## Filmografie
- 1995: Heimatgeschichten – Rollo räumt auf
- 1996: Faust – Der Goldjunge
- 1996: Die Ohnsorgs
- 1998: Schock – Eine Frau in Angst
- 1998: Großstadtrevier – Papilein
- 1999: Die Strandclique – Hein darf nicht sterben
- 1999: Nicht ohne meine Eltern
- 2000: Stubbe – Von Fall zu Fall – Tod des Models
- 2017: Notruf Hafenkante – Kopfgeld

## Fernsehaufzeichnungen aus dem Ohnsorg-Theater
- 1994: Großwildjagd
- 1996: Wenn man Meyer heißt
- 1997: Seemann, gib‘ acht!
- 1997: In Luv und Lee die Liebe
- 1998: Die graue Maus
- 1999: Ein Hansen zuviel
- 1999: Blütenzauber
- 2000: Hamburger Bier
- 2000: Morgen wird alles anders
- 2000: Gefährliche Landung
- 2002: Die Reise nach Kapstadt
- 2003: Ein Fall fürs Himmelbett
- 2005: Pension Schöller

## Hörspiele
- 1993: Sien Lüüd – Regie: Wolfgang Schenck
- 1996: Dat Eiland – Regie: Wolfgang Schenck
- 2000: De Hasenflapp-Report – Regie: Frank Grupe
- 2006: Utstüürt – Regie: Hans Helge Ott
- 2006: Een Held in’n Dörpskroog – Regie: Hans Helge Ott
- 2006: Ünner den Melkwoold – Regie: Hans Helge Ott
- 2007: Miesel und die Hexenverschwörung (Teil 1 und 2) – Regie: Hans Helge Ott
- 2008: Miesel und das Glibbermonster (Teil 1 und 2) – Regie: Hans Helge Ott
- 2010: Störtebekers Rache – Regie: Norbert Schaeffer
- 2010: Das fünfte Gebot – Regie: Christiane Ohaus
- 2011: Australien – Regie: Jochen Schütt
- 2011–2014: Düsse Petersens (5 Folgen) – Regie: Hans Helge Ott
- 2012: Dia Gallanos – Zirkus trifft Krimi (4. Teil: Wer fürchtet sich vorm schwarzen Mann?) – Regie: Ilka Bartels
- 2012: Ik kenn di nich – Regie: NN
- 2013: De lange Reis na Huus – Regie: Hans Helge Ott
- 2013: Fördewind – Regie: Sven Stricker
- 2013: Geisterstunde – Regie: Christiane Ohaus
- 2013: Dode speelt keen Lotto – Regie: Hans Helge Ott
- 2013: Ans Wasser! – Regie: Sven Stricker
- 2014: Onno Viets und der Irre vom Kiez – Regie: Wolfgang Seesko
- 2014: Geheimsache Labskaus – Regie: Hans Helge Ott
- 2014: Tiedenwessel – Regie: Hans Helge Ott
- 2014: Der Meteoriten-Sauger – Regie: Helmut Peters
- 2014: Stand der Dinge – Regie: Andrea Getto
- 2015: Rogge – Regie: Hans Helge Ott
- 2016: Der goldene Handschuh – Regie: Martin Zylka